# 불토엔 혼코노
《불토엔 혼코노》는 2018년에 페이스북에서 방송된 웹 예능이다.

## 결과

### 시즌1
- 우승 : 박산희
- 준우승 : 원종혁
- 3위 : 권민제
- 4위 : 서민경
- 공동 5위 : 김민서
- 공동 5위 : 성한준
- 7위 : 조제훈

### 시즌2
- 우승 : 안지연
- 준우승 : 이나현
- 3위 : 안선용
- 4위 : 김유리
- 5위 : 유경모
- 6위 : 태일찬
- 7위 : 이은서